# Зини, Давид
Дави́д Зи́ни (ивр. דוד זיני‎; род. 9 января 1974, Иерусалим, Израиль) — генерал-майор Армии обороны Израиля накануне выхода в запас; в последней армейской должности: командир Корпуса Генштаба и Командования боевой подготовки и учений (с июля 2023 по июнь 2025 года). 22 мая 2025 года объявлен кандидатом на пост главы Общей службы безопасности Израиля «ШАБАК».

## Биография

### Семья и ранние годы
Давид Зини родился в Иерусалиме в семье Йосефа и Пнины Зини, старший из десяти детей семьи.
Отец Зини, Йосеф, был раввином, со временем занял позицию главного раввина квартала Далет в Ашдоде.
Отцом раввина Йосефа Зини был раввин Меир Зини (1921—2012), уроженец города Мешерия в Алжире, известный раввин в Алжире и Франции, во время Второй мировой войны служивший офицером в Свободных французских силах. Матерью раввина Йосефа Зини была Рахель Зини (1922—2022), уроженка Левице (ныне Словакия), дочь чехословацкого политика Аладара Чанки (Нойманна), бывшего коммуниста, основавшего в 1923 году проправительственную партию «Республиканская ассоциация венгерских фермеров и земледельцев» (венг. Köztársasági Magyar Kisgazdák és Földmívesek Szövetsége), выступавшую за интеграцию венгерского меньшинства из крестьянской среды в новосозданной Чехословакии. Во время Холокоста Рахель Зини была сослана в концлагерь Освенцим, где подверглась экспериментам Йозефа Менгеле, но ей и её матери удалось пережить войну, а её отец и другие члены семьи были убиты в немецких концлагерях в этот период.
Исконной формой фамилии семьи была Аджаэни, по названию города Джаэна (Хаэна) в Испании, и семья вела свои корни от жителя этого города, раввина Йосефа Йошто, ученика раввина Ицхака Альфаси.
Давид Зини вырос в Ашдоде. Он учился в религиозно-сионистском талмуде-тора «Мораша» в Иерусалиме, в средней школе-иешиве в Хиспине на Голанских высотах, в религиозно-сионистской иешиве «Шавей Хеврон» в Хевроне и в мехине «Кешет Йехуда» на Голанских высотах.

### Военная карьера
В 1992 году был призван на службу в Армии обороны Израиля, где начал службу в специальном подразделении «Сайерет Маткаль». Окончив боевую подготовку и отслужив год в боевой роте подразделения, завершил курсы офицеров сухопутных войск и, решив, что открывавшиеся перед ним карьерные возможности в спецподразделении более ограничены, перешёл на службу в бригаде «Голани» в качестве командира взвода в 12-м батальоне бригады.
Затем возглавил 3-ю роту 12-го батальона и командовал ею в ходе боевых действий в южном Ливане, после чего командовал ротой спецподразделения «Эгоз», в ту пору входившего в состав бригады «Голани». Затем вышел в отпуск на учёбу, но прервал свой отпуск вследствие начала операции «Защитная стена» в 2003 году и вернулся на службу до завершения операции. В дальнейшем был заместителем командира 51-го батальона бригады «Голани», после чего был командиром курса продвинутой подготовки на учебной базе бригады. Во время Второй ливанской войны в 2006 году управлял командным центром бригады.
В 2006 году был повышен в звании до подполковника (сган-алуф) и назначен командиром 51-го батальона бригады «Голани». Вступив на должность, Зини резко усилил дисциплинарные меры и начал борьбу с проявлениями «дедовщины» в батальоне, чем вызвал недовольство солдат батальона, многие из которых принимали участие в боевых действиях в ходе Второй ливанской войны. В марте 2007 года недовольство солдат вылилось в отказ принимать участие в учениях в знак протеста против действий комбата, но Зини удалось остановить акт массового неповиновения и привлечь его зачинщиков к дисциплинарной ответственности. Исполнял должность командира батальона до 2008 года, в том числе в ходе боевой деятельности в секторе Газа, продолжавшейся с июля 2007 по февраль 2008 года, за которую батальон под командованием Зини был удостоен знака отличия Командующего Южным военным округом.
В 2008 году возглавил спецподразделение «Эгоз» и командовал им до 2010 года, в том числе во время боевой деятельности в ходе операции «Литой свинец». В ходе исполнения должности был отдан под дисциплинарный суд за использование так называемого «метода соседа»: в нарушение запрета командования об использовании гражданского населения в боевых действиях солдаты подразделения под командованием Зини откликнулись на просьбу местного жителя в секторе Газа вызвать боевиков из дома, в котором они укрепились, с целью предотвращения вооружённой атаки дома; в результате дисциплинарного процесса против Зини была избрана лишь мера предупреждения. Затем вышел в отпуск на учёбу.
В 2011 году был повышен в звании до полковника (алуф-мишне) и назначен командиром резервной пехотной бригады «Александрони» и командиром направления на курсах командиров рот и батальонов (ивр. קמ"פ-קמ"ג‎). С 2013 года дополнительно исполнял также должность командира Центра огневой подготовки в Национальном центре учений сухопутных войск. Завершил службу на этих должностях в 2014 году. В ходе операции «Нерушимая скала» в секторе Газа временно исполнял обязанности командира бригады «Голани», сменив в ходе боёв в квартале Шуджаия в городе Газа командира бригады, полковника Гассана Алиана, раненого в ночь с 19 на 20 июля 2014 года взорвавшейся над его головой гранатой РПГ и вернувшегося на службу 22 июля 2014 года.
С 2014 по 2015 год был командиром оперативного отдела (ивр. קצין אג"ם‎) Центрального военного округа, а 6 июля 2015 года на Зини был возложена задача учреждения новой бригады специального назначения. 27 декабря 2015 года стал первым командиром бригады специального назначения «Оз», исполнял эту должность до 17 августа 2017 года. С 2017 по 2018 год находился на учёбе в Колледже национальной безопасности Армии обороны Израиля.
29 января 2018 года был повышен в звании до бригадного генерала (тат-алуф) и 31 января 2018 года вступил на пост командира резервной пехотной дивизии «Идан». Командовал дивизией до 10 сентября 2020 года, с 2019 по 2020 год параллельно исполняя также должность командира курсов командиров рот и батальонов. С 24 июня 2020 по 27 октября 2022 года командовал Национальным центром учений сухопутных войск.
1 июня 2023 года Зини было присвоено звание генерал-майора (алуф), и 5 июля 2023 года он вступил на пост командира Корпуса Генштаба и Командования боевой подготовки и учений.
Утром 7 октября 2023 года, в начале массового вторжения боевиков ХАМАС из сектора Газа в Израиль, Зини получил информацию о резне, ведущейся палестинскими боевиками, выехал из своего дома на Голанских высотах и, приехав в кибуц Мефальсим на границе сектора Газа, присоединился к немногочисленным силам израильской армии и принял участие в боях с боевиками, лично уничтожив нескольких из них.
В ходе начавшейся после вторжения войны в Газе было опубликовано, что ещё в мае 2023 года Зини изложил в документе, предназначенном для территориальной дивизии сектора Газа, результаты своих наблюдений и рекомендации, связанные с риском развития чрезвычайной ситуации на границе сектора Газа, включая анализ сценария неожиданного проникновения боевиков с территории сектора и меры реагирования, необходимые при развитии подобного сценария, а также рекомендации, связанные с объёмом сил, необходимым для обороны границы сектора, взаимодействием между силами и другими вопросами, и критику сложившейся оборонной концепции, полагающейся на способность пограничного барьера затруднить атаку боевиков с территории сектора Газа.
В марте 2024 года был кандидатом на пост военного секретаря премьер-министра Израиля, но в конечном счёте было решено назначить на этот пост генерал-майора Романа Гофмана.
С 2024 года Зини курировал армейский проект по увеличению объёма воинского призыва ультраортодоксальных евреев на фоне постановления Верховного суда Израиля, признавшего необоснованной правительственную политику повального освобождения учеников ультраортодоксальных иешив от военной службы. Помимо прочего, Зини курировал учреждение новой регулярной пехотной бригады «Хашмонаим», предназначенной для набора призывников-ультраортодоксов. В июле 2024 года Зини и его сопровождающие были атакованы в Бней-Браке на выходе со встречи с одним из ультраортодоксальных раввинов, посвящённой обсуждению возможности учреждения ультраортодоксальной бригады в армии; обступившая автомобиль Зини толпа ультраортодоксов, протестующих против планов призыва учеников иешив, выкрикивала против Зини лозунги и забрасывала его автомобиль бутылками и другими предметами, и Зини понадобилась поддержка полиции, чтоб покинуть место. Похожий инцидент повторился и в январе 2025 года.
22 мая 2025 года премьер-министр Биньямин Нетаньяху объявил о своём намерении назначить Зини на пост главы Общей службы безопасности Израиля «ШАБАК». Начальник Генштаба генерал-лейтенант Эяль Замир, который не был заблаговременно поставлен в известность о решении Нетаньяху, вызвал Зини на беседу, в ходе которой было принято решение о завершении военной службы Зини.
4 июня 2025 года Зини завершил службу на посту командира Корпуса Генштаба и Командования боевой подготовки и учений: в рамках реорганизации армии по уходу Зини с поста его ставка была сокращена, Корпус Генштаба был подчинён главе Командования сухопутных войск генерал-майору Надаву Лотану, а исполняющим обязанности главы Командования боевой подготовки и учений до принятия окончательного решения о судьбе подразделения был назначен начальник штаба командования бригадный генерал Шарон Альтит.

### Назначение на пост главы «ШАБАК»
Oбъявление премьер-министрa Биньямин Нетаньяху о намерении назначить Зини на пост главы Общей службы безопасности Израиля «ШАБАК» было опубликовано на следующий день после публикации постановления Верховного суда Израиля о признании незаконным процесса увольнения действующего главы «ШАБАК» Ронена Бара по инициативе Нетаньяху и вопреки позиции Юридической советницы правительства Гали Бахарав-Миары, постановившей, что Нетаньяху не вправе принимать участие в выборе преемника Бара ввиду конфликта интересов из-за ведущегося в «ШАБАК» расследования по делу о связях сотрудников канцелярии Нетаньяху с катарским правительством (скандал «Катаргейт»).
Решение Нетаньяху подверглось резкой критике со стороны оппозиционных политиков, а также вызвало протест представителей родственников израильских заложников, удерживаемых палестинскими боевиками в секторе Газа: родственники заложников припомнили Зини его высказывания против сделки об обмене заложников.
В начале июня 2025 года представители семей заложников обратились в Верховный суд Израиля с петицией против назначения Зини, и вопрос правомерности процесса назначения перешёл, таким образом, на рассмотрение суда. При этом в отзыве на петицию, поданном в Верховный суд 16 июня 2025 года премьер-министром Нетаньяху, Нетаньяху запросил ускорить разрешение вопроса и ещё до его окончания судебного процесса позволить заместителю главы ШАБАКа, временно исполняющему обязанности главы ШАБАКа вследствие завершения службы Ронена Бара 15 июня, начать подготовку Зини к вступлению на пост.
Вследствие слушания по делу в Верховном суде, состоявшегося 1 июля 2025 года, представители канцелярии премьер-министра и Юридической советницы правительства пришли к компромиссу, утверждённому судом 13 июля 2025 года, в соответствии с которым премьер-министр Нетаньяху сможет представить кандидатуру главы «ШАБАКа» на утверждение комиссии по утверждению высокопоставленных назначений на госслужбе 11 сентября 2025 года, после завершения расследования по делу о «Катаргейте».

### Образование и личная жизнь
За время военной службы Зини получил степень бакалавра в области педагогики и степень магистра Хайфского университета в рамках обучения в Колледже национальной безопасности (в области национальной безопасности и публичной администрации).
Женат на Наоми Зини, отец одиннадцати детей. Проживает в мошаве Кешет на Голанских высотах.